# G. Heileman Brewing Company
Die G. Heileman Brewing Company war eine US-amerikanische Brauerei in La Crosse. Sie wurde 1858 durch Gottlieb Heileman und John Gund gegründet. Auf dem Höhepunkt ihres Erfolgs war Heileman die drittgrößte Brauerei in den USA.

## Geschichte

### Gründung
1852 emigrierte Gottlieb Heileman in die USA, wo er sich zunächst in Philadelphia, dann Milwaukee und schließlich in La Crosse in Wisconsin niederließ. 1857 arbeitete er für kurze Zeit für die Nicolai Brewery, welche jedoch unerwartet schließen musste. Daraufhin wurde er bei der C & J Michel Brewery angestellt, bis er im Jahr 1858 gemeinsam mit John Gund die City Brewery  eröffnete. Die Brauerei befand sich an der Ecke 3rd Street and Mississippi Street in La Crosse.
Im Jahr 1872 verließ Gund das Unternehmen, um eine eigene Brauerei zu eröffnen: die John Gund Brewing Company. Nach dem Tod Heilemans 1878 übernahm Reinhard Waecker die Leitung des Betriebs. Der Gesamtausstoß war von 500 Barrel im Jahr 1860 auf 7.170 im Jahr 1878 gestiegen. 1890 wurde der bekannte Name G. Heileman Brewing Company gewählt.

### Aufstieg und Expansion
Später wurde Heilemans Schwiegersohn, Emil T. Mueller, neuer Leiter der Firma. 1902 führte er die Marke Old Style ein, welche sich zum erfolgreichsten Produkt Heilemans im Bereich „Premiumbier“ entwickelte. Zu dieser Zeit hatte die Brauerei einen Jahresausstoß von 160.000 Barrel. Nach der Prohibition stieg Heileman wieder in das Biergeschäft ein. Bis zum Jahr 1941 konnte ein Jahresumsatz von 5,4 Millionen Dollar erreicht werden. Neun Jahre später waren es bereits 17,7 Millionen Dollar.
Anfang der 1950er wurde Heileman ein Sponsor der Baseballmannschaft Chicago Cubs. Zur selben Zeit wurde im Jahr 1952 die Marke Old Style Lager Special Export eingeführt.
1957 wurde Roy E. Kumm zum Präsidenten ernannt. Die Heileman-Brauerei war zu dieser Zeit auf Platz 39 der größten amerikanischen Brauereien. Kumm holte seinen Schwiegersohn, Russell G. Cleary, als Berater in das Unternehmen. In den folgenden Jahren kaufte Heileman mehrere Brauereien auf, darunter die Wiedemann Brewing Company 1967 und die Valentin Blatz Brewing Company und Carling National Breweries 1969. Insgesamt wurden von 1961 bis 1987 18 Firmenakquisitionen durchgeführt.
Nach dem Tod Kumms 1971 wurde Cleary neuer Präsident. 1976 schaffte es Heileman, Old Style im lukrativen Markt Illinois zu positionieren. Mit ausschlaggebend für die erfolgreiche Einführung war ein landesweiter Streik, der die Produktion der Wettbewerber einschränkte. Darüber hinaus verlor die Joseph Schlitz Brewing Company aufgrund einer veränderten Rezeptur nach und nach Kunden. Zwei Jahre später hielt Old Style einen Marktanteil von 26 % im Markt Chicago und Heilemann generierte Umsatz von einer halben Milliarde Dollar.
Auf dem Höhepunkt ihrer Marktexpansion war Heileman die drittgrößte Brauerei in den USA, hinter Anheuser-Busch und Miller. Um das Firmenwachstum weiter voranzutreiben, versuchte Cleary im Jahr 1981 ohne Erfolg, die Pabst Brewing Company aufgrund ihres landesweiten Distributionsnetzes aufzukaufen. Im selben Jahr wurde eine vereinbarte Unternehmensfusion mit Schlitz durch das Department of Justice verboten.
1982 kaufte Heileman drei Pabst-Produktionsstätten in Perry, Portland und San Antonio und erweiterte damit Kapazität, Marktpräsenz und Distributionskanäle.

### Misserfolg und Verkauf
Trotz der starken Marktposition gingen ab Mitte der 1980er Jahre Heilemans Umsätze zurück. Grund dafür war unter anderem die steigende Popularität neuartiger Light- und Import-Biere. In den folgenden zwei Jahrzehnten wurde die Brauerei von Besitzer zu Besitzer gereicht und konnte nicht mehr an den Erfolg vergangener Jahrzehnte anknüpfen. 1987 wurde die Christian Schmidt Brewing Company gekauft.
1987 übernahm die Bond Corporation Holdings Limited des australischen Millionärs Alan Bond die Firma zu einem Kaufpreis von 1,26 Milliarden Dollar. Der Plan der fremdfinanzierten Übernahme ging jedoch nicht auf. Die entstandene hohe Kreditlast auf Heileman schränkte die Wettbewerbsfähigkeit des Unternehmens zu sehr ein. Aufgrund von Differenzen mit seinen Geldgebern musste Alan Bond 1990 von seinem Amt zurücktreten. Im Jahr 1991 meldete Heileman Insolvenz an. Das Gericht ernannte Thomas Rattigan zum neuen CEO. Der Schwarze Montag sorgte schließlich dafür, dass die Bond Corporation Holding 1992 bankrottging.
Bis zum Jahr 1993 war die finanzielle Lage Heilemans wieder stabilisiert und die Brauerei wurde von der Investmentfirma Hicks, Muse and Company zu einem Preis von 390 Millionen Dollar gekauft. Doch auch unter dem neuen Besitzer musste die Brauerei erneut aufgrund fallender Umsatzzahlen im Jahr 1996 Insolvenz anmelden.
Die Stroh Brewery Company übernahm Heilemann 1996 für 300 Millionen Dollar. Ähnlich, wie es Stroh schon 1981 mit der Joseph Schlitz Brewing Company getan hatte, wurde Heileman als Unternehmen aufgelöst und seine Marken in Strohs Portfolio aufgenommen. Um Kosten zu senken, beendete Stroh die Zusammenarbeit mit etlichen ehemaligen Distributionspartnern Heilemans, da diese sich mit dem Vertriebsnetz Strohs überschnitten. Darüber hinaus wurden unprofitable Marken der Heileman-Brauerei nicht mehr weitergeführt. Zu dieser Zeit unterschrieb Stroh einen Lizenzvertrag mit Pabst, die ihre Produktion komplett auslagerten. Die Heileman-Brauerei wurde der neue Herstellungsort von Pabst-Bier.
1999 wurde auch der neue Besitzer Stroh Brewery Company durch die Großbrauereien Pabst Brewing Company und Miller Brewing Company aufgekauft. Gründe dafür waren die angehäufte Schuldenlast, das Ende des Lizenzvertrages mit Pabst und der anhaltende Preiskrieg der Konkurrenz. Am 6. August 1999 wurde der Produktionsbetrieb in La Crosse eingestellt.
Heute wird die ehemalige Heileman-Brauerei in La Crosse von der City Brewing Company genutzt. Diese wählte ihren Firmennamen bewusst in Erinnerung an den Gründungsnamen von Heileman. Die City Brewing Company hält keine Rechte an Heileman-Produkten.

## Getränkemarken
Die Getränkemarken der Heileman-Brauerei werden mittlerweile von Pabst, Miller oder dritten Herstellern produziert. Manche Marken wurden nicht weitergeführt:
Miller
- Blitz-Weinhard
- Mickey’s

Pabst
- Black Label
- Blatz
- Lone Star
- National Bohemian
- Old Style
- Rainier Beer
- Rheingold, mittlerweile Rheingold Breweries
- Special Export
- Stag

Dritte Hersteller
- Grain Belt, Minnesota Brewing Company

Nicht weitergeführt
- Knickerbocker
- National Premium
- Ortlieb’s
- Schmidt’s
- Wiedemann

## Größter Six-Pack der Welt
1969 baute die Heileman-Brauerei sechs Lagertanks in Anordnung eines Six-Packs und strich sie in den Farben der Marke Old Style. Die Brauerei nutzte diese Tanks für Marketingzwecke („World’s Largest Six-Pack“) und zur Lagerung. Als die City Brewing Company die Brauerei übernahm, wurden die Tanks in den Farben des City-Biers La Crosse Lager umgestrichen.